# Staré Ždánice
Staré Ždánice là một làng thuộc huyện Pardubice, vùng Pardubický, Cộng hòa Séc.